# ドロゴブージ

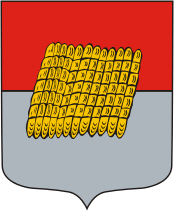
ドロゴブージの紋章

ドロゴブージ（ドロゴブジ、ロシア語: Дорогобуж； Dorogobuzh, ポーランド語: Dorohobuż）は、ロシアのスモレンスク州にある町。人口は9,528人（2021年）。スモレンスクの東125 km、ヴャジマの西71 km。オルディンカ川がドニプロ川に合流する地点にあり、ドニプロ川にまたがる古都である。

## 歴史
モンゴル帝国のロシア襲来以前、スモレンスク公国はスモレンスクから東へ伸びる道をウラジーミル・スーズダリ大公国などから守るため、この地に砦を建設した。これがドロゴブージの成立で、以後ドニプロ川上流の交易拠点として発展した。1508年、スモレンスク領をリトアニア大公国から奪ったモスクワ大公国のヴァシーリー3世はリトアニア軍の襲撃に備え木造の要塞を建設するためイタリア人の職人達をこの地へ派遣している。大動乱の時期、ポーランドとの戦いで町は完全に荒廃し、1614年の人口はわずか10人だったとされる。戦争の結果、ポーランド・リトアニア共和国は国境を東へ押しやり、1611年から1668年（ロシア・ポーランド戦争 (1654年-1667年)）まではドロゴブージもポーランド・リトアニア領スモレンスク県の一部となっていた。

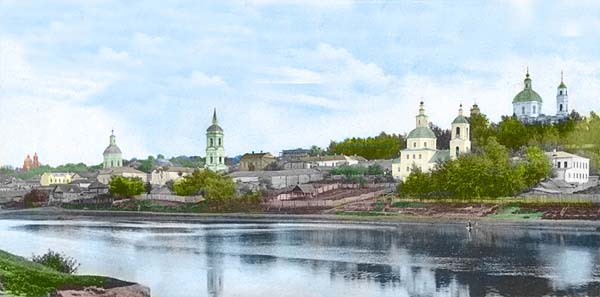
ロシア革命以前のドロゴブージ風景。ドニプロ川に面して聖堂が立ち並ぶ

ロシア領に戻った17世紀末以降、ドロゴブージは再建され、石やレンガでできた聖堂が並ぶ街へと発展した。1812年のナポレオンのロシア侵攻で大きく破壊された後は、新古典主義建築を中心に再建され農産物の集散地として繁栄したが、ロシア革命後は重要性を喪失した。第二次世界大戦ではドイツ軍に占領され、ゲリラ戦や赤軍の攻撃で戦場となった。ドイツ軍が撤退した後には聖堂などの建築は何も残っておらず、8,500人の人口は800人あまりに減っていた。1950年代には再建が行われたが、歴史的な街並みなどは再現されなかった。
最も興味深い歴史的名所は街の郊外にある。例えばオルロフ家の18世紀の所領は、アレクセイ・グリゴリエヴィッチ・オルロフが「オルロフ・トロッター」という品種の馬を育てた種馬農場である。15世紀以来のボルディン修道院は16世紀末にボリス・ゴドゥノフの一族により改修された。5つのドームのある聖堂、尖塔のある食堂、柱のような鐘楼などが建っていた。この地に生まれた20世紀のロシアの建築家ピョートル・バラノフスキーは東ヨーロッパでも最もよく保存された16世紀の修道院建築だと述べていたが、1943年に撤退するドイツ軍により爆破された。1990年代に再建が始まっている。